# Jeremy London

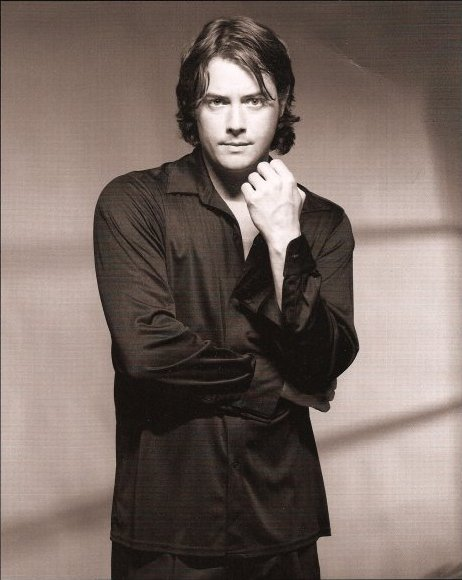
Jeremy London (2010)

Jeremy Michael London (* 7. November 1972 in San Diego, Kalifornien) ist ein US-amerikanischer Schauspieler.

## Leben
London wurde in San Diego, Kalifornien, geboren und wuchs in DeSoto, Texas auf. Sein 27 Minuten älterer eineiiger Zwillingsbruder Jason ist ebenfalls als Schauspieler tätig.
London trat 1995 in dem Independentfilm Mallrats an der Seite von Ben Affleck und Shannen Doherty auf. Danach war er fünf Jahre lang in der Fernsehserie Party of Five zu sehen. 1999 drehte er Reise zum Mittelpunkt der Welt. In den Jahren 2002 bis 2004 war er in der Serie Eine himmlische Familie zu sehen.
2003 spielte London in dem Historiendrama Gods and Generals den Captain Alexander 'Sandie' Pendleton.
Am 2. September 2006 heiratete er in West Hills seine Verlobte Melissa Cunningham. Im März 2007 wurde ihr erstes gemeinsames Kind, Sohn Lyric London, geboren. 2011 wurde die Ehe geschieden.
Im September 2009 begab sich London wegen seiner Drogenabhängigkeit in den Entzug, damit er weiterhin Besuchsrecht für seinen Sohn erhält. Er nahm an der 4. Staffel der Reality-TV-Show Celebrity Rehab with Dr. Drew teil und ließ sich während eines Drogenentzuges begleiten.
Aktuell lebt London in West Hills, Kalifornien.

## Filmografie

### Als Schauspieler

#### Filme
- 1991: Tag der Angst (In Broad Daylight) als Teenager
- 1991: Geliebt von einer Mörderin (A Seduction in Travis County) als Junge
- 1995: Abenteuer in der Wildnis (White Wolves II: Legend of the Wild) als Mason
- 1995: Zeit der Bewährung (Breaking Free) als Rick Chilton
- 1995: A Season of Hope als Mickey Hackett
- 1995: A Mother’s Gift als Erwachsener John Deal
- 1995: Innocent Babysitter (The Babysitter) als Jack
- 1995: Mallrats als T.S. Quint
- 1997: Levitation als Bob
- 1997: Happenstance als Jeff
- 1997: Das Lächeln der Kaltblütigkeit (Bad to the Bone) als Danny Wells
- 1998: Get a Job als Tony Thompson/Philip
- 1998: The Defenders: Taking the First als Wyman James
- 1999: Reise zum Mittelpunkt der Erde (Journey to the Center of the Earth) als Jonas Lytton
- 2001: Romantic Comedy 101 als Patrick
- 2003: Gods and Generals als Capt. Alexander 'Sandie' Pendleton
- 2003: Descendant als Ethan Poe/Frederick Usher
- 2006: Kiss Me Again als Julian
- 2006: Basilisk – Der Schlangenkönig (Basilisk: The Serpent King) (Fernsehfilm)
- 2006: The Fallen
- 2006: I Remember als Vincent Dunn
- 2006: What I Did for Love als James
- 2006: Kiss Me Again als Julian
- 2008: Ba’al – Das Vermächtnis des Sturmgottes (Ba’al: The Storm God) als Helm
- 2008: Next of Kin als Chris
- 2008: Balancing the Books als Andy
- 2008: The Grift als Jackson Armstrong
- 2009: Chasing the Green als Adam Franklin
- 2009: Laundry als Zweiter Polizist
- 2009: Lost Dream als Dr. Reeves
- 2009: Wolvesbayne als Russel Bayne
- 2009: The Terminators als Kurt
- 2013: Space Soldiers als Black Devert
- 2014: 7 Faces of Jack the Ripper als Henry
- 2015: Only God Can als FBI Agent
- 2015: One More Round als Brock Thornhill
- 2015: Last Man Club als Detective Lee
- 2016: Girl in Woods als Jim
- 2017: Mississippi River Sharks
- 2017: Branded als Alexander
- 2018: Wasted Hours als Mr. Holmes
- 2019: Cross 3 als Recon
- 2020: The Dinner Party als Haley’s Stiefvater
- 2021: Bottom Feeders als Onkel Zeke
- 2021: Seasons als Grant Mugford
- 2021: Demigod – Der Herr des Waldes als Karl Schaffer
- 2022: Moon Crash als General Madden

#### Serien
- 1991: I’ll Fly Away als Nathaniel 'Nathan' Bedford
- 1993: Angel Falls als Sonny Snow
- 1995–2000: Party of Five als Griffin Holbrook
- 2002–2004: Eine himmlische Familie als Chandler Hampton
- 2006: Tell Me You Love Me
- 2010: Celebrity Rehab with Dr. Drew
- 2010: MacGyver als Chandler Hampton
- 2014: Dark Rising: Warrior of Worlds als Marton
- 2019: The Blunt Truth Presents: DTF with Maggie and MJ
- 2020: The Dreamfactory als Henry Angrie

#### Gastauftritte
- 1997: Perversions of Science als Billy Rabe, Folge 1.2
- 2001: Outer Limits – Die unbekannte Dimension als Chris, Folge 7.12
- 2004: Crossing Jordan – Pathologin mit Profil als Louis Jeffries, Folge 4.2

### Als Regisseur
- 2001: Secrets Through the Smoke

### Als Schreiber
- 2001: Secrets Through the Smoke

### Als Produzent
- 1999: Dreamers